# Suzuki RG 80
Suzuki RG 80 – sportowy motocykl firmy Suzuki produkowany w latach 1985-1996.
Silnik jednocylindrowy chłodzony cieczą, o pojemności 79 cm³ generuje moc 10 koni mechanicznych przy 6500 obr./min. W motocyklu zastosowano wiele nowoczesnych jak na tamte czasy rozwiązań takich jak: Dozownik oleju do mieszanki, chłodzenie cieczą, aluminiowe felgi, bezdętkowe opony, czy też  6-stopniową skrzynię biegów, która sprawia, że motocykl jest bardzo dynamiczny. Dzięki tym rozwiązaniom suzuki charakteryzuje się dość wysokimi osiągami jak na motocykl klasy 80 cm³, co sprawia, że RG w porównaniu do nowoczesnych motocykli tej klasy nie pozostaje w tyle, i nadal z sukcesem może z nimi konkurować. 
- Prędkość maksymalna: w oryginale 90 km/h
- Masa w stanie suchym: 100 kg
- Pojemność zbiornika oleju: 1,2 l
- Pojemność zbiornika paliwa: 12 l (w tym 2,8 l rezerwy)
- Pojemność układu chłodzenia 1020 ml
- Olej przekładniowy: 850 ml oleju silnikowego 10W40 (do motocykli z mokrym sprzęgłem)
- Świeca zapłonowa: NGK BP7ES
- Fajka świecy: NGK LB05F